# Горинское (Даниловский район)
Горинское — село в Даниловском районе Ярославской области России, входит в состав Даниловского сельского поселения. 

## География
Расположено на берегу реки Вожерка в 25 км на запад от райцентра города Данилов.

## История
С XVII века являлось вотчиной дворян Ушаковых. В середине XVIII века селом владели братья Петр Иванович (1751 - 1785), Алексей Иванович (1749 - 1822) и полковник Мирон Иванович Ушаковы. Церковь Св. Троицы построена в 1785 году на средства прихожан взамен старой деревянной церкви по благословению Архиепископа Ростовского Самуила. Церковь каменная, пятипристольная: главный престол – во имя Святой Живоначальной Троицы, и приделов четыре: во имя Предтечи и Крестителя Иоанна, Преп. Сергия Радонежского, Благовещения Пресв. Богородицы, Св. Николая Чудотворца. 
В конце XIX — начале XX село входило в состав Ново-Богородской волости (Шаготской волости) Романово-Борисоглебского уезда Ярославской губернии.
С 1929 года село являлось центром Горинского сельсовета Даниловского района, с 2005 года — в составе Даниловского сельского поселения.

## Население
| 1859 | 2002 | 2007 | 2010 |
| ---- | ---- | ---- | ---- |
| 175  | ↗223 | ↘195 | ↘173 |

## Достопримечательности
В селе расположена действующая Церковь Троицы Живоначальной (1785).